# Heinrich Hugo Pierson
Heinrich Hugo Pierson (Oxford, Regne Unit, 12 d'abril de 1815 - Leipzig, Alemanya, 28 de gener de 1873) fou un compositor anglès.
Feu els estudis literaris en el Col·legi d'Harrow i després els de medicina a Londres, però Pierson, que tenia una verdadera passió per la música, havia après sense mestre aquell art, i a partir de 1835 decidí dedicar-se a la per complet a la música, traslladant-se a París, on va rebre lliçons de Paer.
Tornat a París, es llicencià en ciències físiques, i el 1839 anà a Alemanya, on perfeccionà els coneixements musicals. El 1844 se li'n donà la càtedra de música de la Universitat d'Edimburg, que abandonà als dos anys per tornar a Alemanya, on residí quasi senes interrupció fins al final de la seva vida.

## Obres principals
- Der Elfensieg, òpera (Brünn, 1845)
- Leila, òpera (Hamburg, 1848)
- Contarini, òpera (Hamburg, 1872)
- Fenice, òpera, que no es representà fins deu anys després de la seva mort (Dessau, 1883)
- Jerusalem, oratori (Norwich, 1852)
- Hezekiah, oratori (Norwich, 1869)
- La música per la segona part del Faust, alguns dels quals fragments s'executaren a Norwich el 1857: Hamlet, marxa fúnebre,
- Macbeth, simfonia,
- Obertura romàntica,
- Juli Cèsar, obertura
- Romeu i Gulietta, obertura,

Cants d'església, lieder, etc.
va traduir a l'anglès els Beethovens Studien im Generalbass, de Seyfried (1853).